# منتزه شعيب الحيسية
منتزه شعيب الحيسية أو منتزه الحيسية الوطني يقع في محافظة الدرعية التابعة لمنطقة الرياض في المملكة العربية السعودية.

## مواعيد العمل
يعمل المنتزه فقط في يومي الجمعة والسبت، حيث يفتح المنتزه أبوابه من الساعة التاسعة صباحًا وحتى الساعة السابعة مساءً ليوم الجمعة، ومن الساعة السابعة صباحًا وحتى الساعة السابعة مساءً ليوم السبت.